# Mastophora piras
Mastophora piras är en spindelart som beskrevs av Levi 2003. Mastophora piras ingår i släktet Mastophora och familjen hjulspindlar. Inga underarter finns listade i Catalogue of Life.